# Кузьминский, Александр Александрович
Александр Александрович Кузьминский (укр. Олександр Олександрович Кузьминський; род. 12 апреля 1972, Киев) — советский, украинский, канадский хоккеист, нападающий.

## Биография
Воспитанник киевского «Сокола», в сезоне 1988/89 дебютировал за команду в высшей лиге. На драфте НХЛ 1991 года был выбран в 6-м раунде под 120-м номером клубом «Торонто Мейпл Лифс». В сезонах 1992/93 — 1995/96 играл в канадских командах CoHL «Брантфорд Смоук» и «Сент-Томас / Лондон Уайлдкэтс». В сезоне 1996/97 за команду чемпионата Дании «Гентофте» в 47 играх набрал 100 (46+54) очков. Выступал за клубы «КалПа» (Финляндия, 1997/98), «Зволен» (Словакия, 1998), немецкие «Берлин Кэпиталз» (1999/2000), «Изерлон Рустерс» (2000/01, 2001/02), «Кёльнер Хайе» (2001/02) «СЕРК Уайлд Уингз» (2002/03), «Питео» (Швеция, 2003/04), «Фредериксхавн Уайт Хокс» (Дания, 2003/04), «Мюлуз» (Франция), «Сент-Иасент Казинс» (Канада, LNAH, 2004/05).
Серебряный призёр чемпионата Европы среди юниорских команд 1990. Победитель чемпионата мира среди молодёжных команд 1992.
После завершения карьеры остался жить в Канаде.
Младший брат Андрей — хоккеист и тренер.